# Jōyō
Jōyō (japanska: 城陽市 ?, Jōyō-shi) är en stad i Kyoto prefektur i Japan. Staden fick stadsrättigheter 1972